# Heilingen
Heilingen ist ein Dorf im thüringischen Landkreis Saalfeld-Rudolstadt. Seit dem 1. Dezember 2007 ist die ehemals politisch selbständige Gemeinde ein Ortsteil der Gemeinde Uhlstädt-Kirchhasel.

## Geografie
Heilingen liegt im Hexengrund, der von Westen (orographisch links) in spitzem Winkel zum Saaletal verläuft. Es wird im Norden durch drei Berge (ca. 400 m ü. NN) aus Muschelkalk (Mordberg, Teufelsberg, Hirschberg) und im Süden durch zwei große Culmsen aus Sandstein begrenzt.
Durch Heilingen fließt der Wiedabach, der vier Kilometer weiter im Südosten in Zeutsch in die Saale mündet.
Zu Heilingen gehörte auch der Gemeindeteil Röbschütz.

## Geschichte

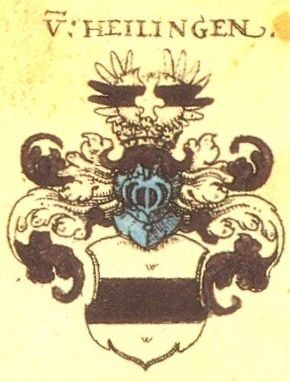
Wappen derer von Heilingen

Der Ort soll bereits 874 in der Schreibweise Heldingen urkundliche Erwähnung gefunden haben und war Sitz eines gleichnamigen Adelsgeschlechtes. Die mit Schießscharten wehrhaft gemachte Kirchhofsmauer ist in Teilen erhalten und umgibt das spätgotische Gotteshaus aus dem 16. Jahrhundert.
Am 1. Juli 1950 wurde die bis dahin eigenständige Gemeinde Röbschütz eingegliedert.

## Politik
Vor der Eingemeindung war die Gemeinde Uhlstädt-Kirchhasel bereits erfüllende Gemeinde für Heilingen.

### Gemeinderat
Der Gemeinderat aus Heilingen setzte sich aus sechs Ratsfrauen und Ratsherren zusammen.
- CDU: 2 Sitze
- BG: 4 Sitze

(Stand: Kommunalwahl am 27. Juni 2004)

### Bürgermeister
Letzter ehrenamtlicher Bürgermeister vor der Eingemeindung war Günter Grohmann (BG). Er wurde am 27. Juni 2004 gewählt.

## Pflanzenname
Heilingen ist Namensgeber für die ehemals als eigenständige Art anerkannte Heilinger Mehlbeere, die auf dem Höhenzug zwischen Hexental und Reinstädter Grund vorkommt.